# 孔福朗波尔迪约
孔福朗波尔迪约（法語：Confolent-Port-Dieu，法語發音：[kɔ̃fɔlɑ̃ pɔʁ djø]）是法国科雷兹省的一个市镇，位于该省东北部，属于于塞勒区。

## 历史
自1950年博尔莱索格水库建成后，此地人口大量减少。

## 地理
孔福朗波尔迪约（45°32'36"N, 2°29'47"E）面积8.47 平方千米，位于法国新阿基坦大区科雷兹省，该省份为法国中南部省份，北起上维埃纳省和克勒兹省，西接多爾多涅省，南至洛特省，东临多姆山省和康塔爾省。
与孔福朗波尔迪约接壤的市镇（或旧市镇、城区）包括：莫内斯捷波尔迪约、圣艾蒂安欧克洛、塔拉米、拉罗德、萨韦讷、桑格勒。
孔福朗波尔迪约的时区为UTC+01:00、UTC+02:00（夏令时）。

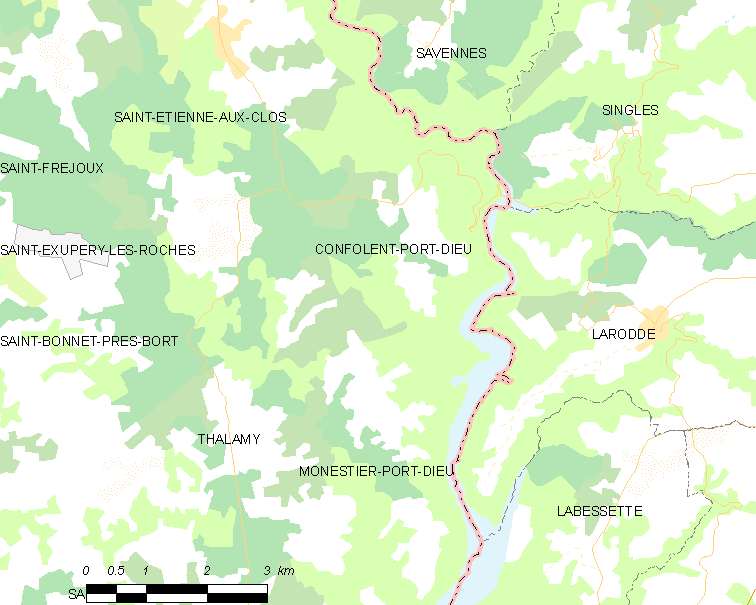
孔福朗波尔迪约的OSM定位图

## 行政
孔福朗波尔迪约的邮政编码为19200，INSEE市镇编码为19167。

## 政治
孔福朗波尔迪约所属的省级选区为上多尔多涅县。

## 人口

1962-2008年间孔福朗波尔迪约人口变化图示

孔福朗波尔迪约于2022年1月1日时的人口数量为41人。